# Passeport néerlandais
Le passeport néerlandais (Nederlands paspoort) est un document de voyage international délivré aux ressortissants néerlandais, et qui peut aussi servir de preuve de la citoyenneté néerlandaise depuis le 1er janvier 2005 pour toute personne ayant plus de 14 ans. Depuis le 26 août 2006, tous les passeports délivrés par les Pays-Bas sont biométriques RFID et valables 10 ans. En 2014, les citoyens néerlandais avaient autorisation d'entrer dans 172 pays étrangers sans visa ou avec un tampon sur le passeport à l'arrivée, ce qui en fait le 3e passeport en termes de territoires couverts.
Dans les pays de l'Union européenne, la carte d'identitié néerlandaise peut remplacer le passeport. Dans les États autonomes d'Aruba, Curaçao et Saint-Martin, le passeport est tamponné à l'arrivée et au départ.

## Caractéristiques du passeport

### Note d'introduction
In naam van Zijne Majesteit de Koning der Nederlanden, Prins van Oranje-Nassau, enz. enz. enz., verzoekt de Minister van Buitenlandse Zaken alle overheden van bevriende staten aan de houder van dit paspoort vrije en ongehinderde doorgang te verlenen alsmede alle hulp en bijstand te verschaffen. Iedere burger van de Unie geniet op het grondgebied van derde landen waar de lidstaat waarvan hij onderdaan is, niet vertegenwoordigd is, de bescherming van de diplomatieke en consulaire instanties van iedere andere lidstaat, onder dezelfde voorwarden als de onderdanen van die lidstaat.
In the name of His Majesty the King of the Netherlands, Prince of Orange-Nassau, etc. etc. etc., the Minister of Foreign Affairs requests all authorities of friendly powers to allow the bearer of the present passport to pass freely without let or hindrance and to afford the bearer every assistance and protection which may be necessary. Every citizen of the Union shall, in the territory of a third country in which the member State of which he is a national is not represented, be entitled to protection by the diplomatic or consular authorities of any member State, on the same conditions as the nationals of that State.
Au nom de Sa Majesté le Roi des Pays-Bas, Prince d'Orange-Nassau, etc. etc. etc., le ministre des Affaires étrangères prie toutes les autorités des États amis de laisser passer librement et sans entrave le titulaire du présent passeport et de lui prêter l'aide et l'assistance nécessaires. Tout citoyen de l'Union bénéficie, sur le territoire d'un pays tiers où l'État membre dont il est ressortissant n'est pas représenté, de la protection de la part des autorités diplomatiques et consulaires de tout État membre, dans les mêmes conditions que les nationaux de cet État.
L'utilisation de « etz.etz.etz. » reflète les titres que le roi des Pays-Bas porte, mais ils ne sont jamais mentionnés. Cette note introductive est rédigée en néerlandais, en anglais et en français. Les détails sur la personne sont donnés dans les vingt-trois langues officielles de l'Union européenne.

### Note de conclusion
Dit paspoort is eigendom van de Staat der Nederlanden. De houder is verplicht het paspoort zorgvuldig te bewaren. Het mag slechts ter beschikking van een derde worden gesteld, indien daartoe een wettelijke verplichting bestaat.
This passport is the property of the State of the Netherlands. The bearer of this passport may pass it to a third party only if there is a statutory obligation to do so.
Le présent passeport est la propriété de l'État néerlandais. Le titulaire de ce passeport ne pourra le remettre à un tiers qu'en cas d'obligation légale.

### Différents types de passeports
- Passeport régulier (Nationaal paspoort) : utilisé pour les voyages de vacances et les visites à de la famille expatriée. Il sert également à prouver son identité sur le sol néerlandais. Le passeport contient 34 pages et est valide pour 10 ans.
- Second passeport (Tweede paspoort) : utilisé pour des voyages d'affaires fréquents vers des pays posant des problèmes de visa du fait de l'ancienneté de leur système douanier. Le passeport est valide pour 2 ans.
- Passeport d'affaires (Zakenpaspoort) : contenant 32 pages tamponnables de plus que le passeport régulier et valide de même pour 10 ans.
- Passeport diplomatique (Diplomatiek paspoort) : passeports des agents officiels du gouvernement des Pays-Bas et de ses ministères. Contenant 66 pages, il offre l'immunité diplomatique.
- Passeport de service (Dienstpaspoort) : délivré aux représentants des agences publiques néerlandaises qui n'ont pas besoin d'immunité. Il contient également 66 pages.
- Passeport d'urgence (Noodpaspoort) : à la couverture rose, il est donné aux citoyens néerlandais qui ne peuvent obtenir un passeport régulier à temps pour un voyage. Sa livraison est encardée par des règles strictes.
- Passeport étranger (Vreemdelingenpaspoort) : à la couverture verte, il est donné à des citoyens non-Néerlandais résidant aux Pays-Bas, qui ne peuvent obtenir un document de voyage de leur pays d'origine.
- Laissez-passer : à la couverture bleue, il est un document manuscrit d'urgence.

## Liste des pays demandant un visa

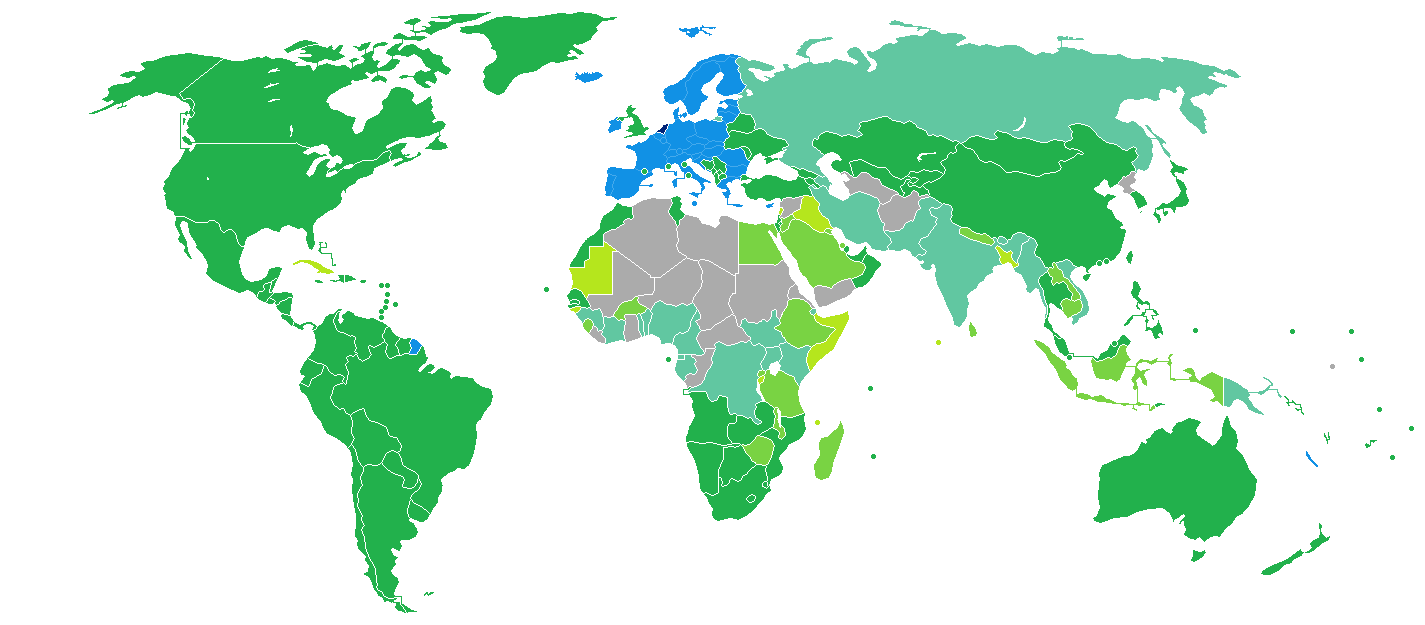
Pays nécessitant un visa pour les citoyens néerlandais :
Liberté de mouvement
Passeport tamponné
Visa à l'arrivée
Visa préalable au voyage nécessaire